# ヴィーニャ・ディ・ヴァッレ空軍歴史博物館
 ヴィーニャ・ディ・ヴァッレ空軍歴史博物館（イタリア語: Museo storico dell'Aeronautica Militare di Vigna di Valle）は、イタリアのブラッチャーノ（ローマ県）のブラッチャーノ湖畔にある航空博物館である。
空軍により直接運営されており、1945年までは水上機と海軍兵器の実験所として、その後救援機の本拠地として施設が使用されていた。
博物館は航空機やエンジンのほかにイタリアにおける航空の発達について展示しており、関連する備品の写真、無線通信機器、兵器、個人や供用の機内装備などの重要な収集品を保存している。大部分が私蔵に由来する多くの航空関連の遺物や物品が納められている。
技術と歴史を示すという趣旨を保っていても、博物館の一部では未来派の画家ピエトロ・アンニゴーニ、ジャコモ・バッラ、タートの作品を展示して、具象派の芸術にある航空の影響を示している。
博物館を活動という視点で見た場合は、外国の団体と協力して歴史的な航空機の回復と修復をおこない、最終的に国内の航空遺産の保存を行う活動の象徴となっている。
博物館は4つの展示館に分れている。
- Troster 館: 航空機の黎明期から第一次世界大戦の終わりまで、競技用水上機、大戦間の機体を展示。
- Velo 館: 第一次世界大戦中の機体を展示。
- Badoni 館: 複発の輸送機と戦後初期の機体を展示。
- Skema 館: ジェット機などの新しい機体を展示。

全ての展示航空機はイタリアで生産されたものも外国製でもイタリアの航空においてそれぞれの時代で活躍したものである。

## 展示航空機
（一部）
- ブレリオXI-II
- SPAD S.VII
- フィアット C.29
- マッキ＝カストルディ M.C.72
- フィアット C.R.32 （実際にはC.R.32 をスペインでライセンス生産されたイスパノ Ha 132L）
- カンピーニ＝カプローニ C.C.2
- フィアット C.R.42 「ファルコ」
- マッキ M.C.200 「サエッタ」
- マッキ M.C.202 「フォルゴレ」
- マッキ M.C.205 「ヴェルトロ」
- フィアット G.55 「チェンタウロ」
- ノース・アメリカン P.51 D ムスタング
- スーパーマリン スピットファイア Mk.IX
- フィアット G.49
- フィアット G.80
- リパブリク F-84 G と F
- ノース・アメリカン F-86 K
- カナディア F-86 E
- フィアット G.91 PAN
- アエルマッキ MB-326
- ロッキード (フィアット) F-104 G スターファイター
- パナヴィア トルナード